# Elif Šafak
Elif Šafak (tur. Elif Şafak); (25. listopada 1971., Strasbourg, Francuska) je turska književnica koja se bavi pisanjem pripovjedaka na engleskom i turskom jeziku.

## Životopis
Elif Šafak je rođena kao Elif Bilgin, u Strasbourgu. Njeni roditelji su filozof Nuri Bilgrin i diplomat Šafak Akajman. Doktorirala je pravo. Kao tinejdžer živjela je u Madridu, Ammanu, Bostonu, Michiganu, Arizoni, Istanbulu i Londonu. Danas radi kao novinar za turske novine Haberturk. Piše također i za: New York Times, Washington Times, Wall Street Journal, The Economist i The Guardian. Živi sa svojim mužem i njihovih dvoje djece u Londonu i Istanbulu.

## Spisateljstvo
Do 2012. je objavila 12 knjiga, od toga osam romana. Politički je pisac i njene knjige su prevedena na više od 30 jezika. Njena djela su o ženama, manjinama, doseljenicima, supkulturama i mladosti. Njen posao se temelji na različitim kulturama i literarnim tradicijama, kao i na povijesti, filozofiji, sufizmu i kulturnoj politici.
Njen roman Kopile Istanbula bio je naprodavaniji u Turskoj 2006. Roman slijedi dvije obitelji, jednu armensku u Los Angelesu a drugu tursku u Istanbulu, i isprepletenost tih dviju obitelji u armenskom genocidu.

## Vanjske poveznice
- Službena stranica Elif Šafak
- TED Talk: The Politics of Fiction  Arhivirana inačica izvorne stranice od 5. lipnja 2013. (Wayback Machine)